# Cleonymia albicans
Cleonymia albicans là một loài bướm đêm trong họ Noctuidae.